# Georg Anton Mackensen
Georg Anton Mackensen (* 4. Juni 1755 in Wolfenbüttel; † 1. Oktober 1837 ebenda) war ein deutscher Jurist und Oberappellationsrat.

## Leben
Georg Anton Mackensen wurde 1755 in Wolfenbüttel als Sohn eines Hof- und Konsistorialrats geboren. Er besuchte das Gymnasium in Wolfenbüttel und studierte anschließend ab 1774 Rechtswissenschaft in Helmstedt und ab 1777 in Göttingen. Er war ab 1784 als Sekretär und ab 1790 als Syndikus beim Magistrat der Stadt Braunschweig tätig. Zur Zeit des Königreichs Westphalen wurde Mackensen im Jahr 1807 Hofgerichtsassessor und 1808 Richter am westphälischen Appellationshof in Kassel. Im Zuge der neuen Gerichtsverfassung wurde 1814 eine Appellationskommission als dritte und letzte Instanz  eingerichtet, in der Mackensen als einer der beiden Appellationsräte wirkte. Mit dem Ende der Franzosenzeit war die Auflösung des Kasseler Gerichtes verbunden, so dass Mackensen wieder in braunschweigische Dienste trat. Zunächst war er Rat bei der provisorischen Appellationskommission, später Oberappellationsrat am Wolfenbütteler Oberappellationsgericht.
Im Jahr 1834 wurde er anlässlich seines 50-jährigen Dienstjubiläums mit dem Ritterkreuz des Ordens Heinrichs des Löwen ausgezeichnet. Die juristische Fakultät der Universität Göttingen verlieh ihm im selben Jahr ehrenhalber die juristische Doktorwürde.
Mackensen starb im Oktober 1837 im Alter von 82 Jahren in Wolfenbüttel.